# Andreas Kappes
Andreas Kappes   (Bremen, 23 de desembre de 1965 - Colònia, 31 de juliol de 2018) va ser un ciclista alemany, que fou professional entre 1987 i 2001. Va combinar la carretera amb la pista, especialitat en la qual destacà fent parella amb Etienne de Wilde en les curses de sis dies.
Kappes va morir de resultes de la reacció al·lèrgica a la picada d'un insecte.

## Palmarès en pista
- 1983
  -  Campió del món júnior en Puntuació
- 1989
  - 1r als Sis dies de Bremen, amb Roman Hermann
  - 1r als Sis dies de Dortmund, amb Etienne de Wilde
  - 1r als Sis dies de Múnic, amb Etienne de Wilde
- 1990
  - 1r als Sis dies de Colònia, amb Etienne de Wilde
- 1991
  - 1r als Sis dies de Bremen, amb Etienne de Wilde
  - 1r als Sis dies de Colònia, amb Etienne de Wilde
  - 1r als Sis dies de Stuttgart, amb Etienne de Wilde
  - 1r als Sis dies de Múnic, amb Etienne de Wilde
- 1992
  - 1r als Sis dies de Bremen, amb Etienne de Wilde
- 1993
  - 1r als Sis dies de Stuttgart, amb Etienne de Wilde
- 1994
  - 1r als Sis dies de Bremen, amb Danny Clark
- 1995
  - 1r als Sis dies de Gant, amb Etienne de Wilde
- 1996
  - 1r als Sis dies de Colònia, amb Etienne de Wilde
- 1997
  - 1r als Sis dies de Bremen, amb Carsten Wolf
  - 1r als Sis dies de Stuttgart, amb Carsten Wolf
- 1998
  - 1r als Sis dies de Colònia, amb Adriano Baffi
  - 1r als Sis dies de Leipzig, amb Etienne de Wilde
- 1999
  -  Campió d'Alemanya de puntuació
  -  Campió d'Alemanya de mig fons
  - 1r als Sis dies de Stuttgart, amb Adriano Baffi
  - 1r als Sis dies de Múnic, amb Silvio Martinello
  - 1r als Sis dies de Berlín, amb Etienne de Wilde
- 2000
  -  Campió d'Alemanya de puntuació
  - 1r als Sis dies de Bremen, amb Silvio Martinello
  - 1r als Sis dies de Stuttgart, amb Silvio Martinello
- 2002
  - 1r als Sis dies de Dortmund, amb Andreas Beikirch
- 2003
  - Campió d'Europa de Madison, amb Andreas Beikirch
- 2004
  - 1r als Sis dies de Stuttgart, amb Andreas Beikirch i Gerd Dörich

## Palmarès en ruta
- 1986
  - Vencedor d'una etapa de la Volta a la Baixa Saxònia
  - Vencedor d'una etapa del Gran Premi Guillem Tell
- 1987
  - Vencedor d'una etapa de la Volta a Andalusia
  - Vencedor de 2 etapes de la Coors Classic
- 1988
  - Vencedor d'una etapa del Giro d'Itàlia
  - Vencedor d'una etapa a la París-Niça
  - Vencedor d'una etapa de la Schwanenbrau Cup
- 1989
  - 1r al Tour de l'Oise i vencedor de 2 etapes
  - 1r a la París-Camembert
  - 1r al Coca-Cola Trophy
  - Vencedor de 2 etapes de la Volta a Suïssa
  - Vencedor d'una etapa de la Volta a la Comunitat Valenciana
- 1990
  - Vencedor d'una etapa de la Euskal Bizikleta
- 1991
  - 1r al Circuit Het Volk
  - 1r al Trofeu Luis Puig
  - Vencedor d'una etapa de la París-Niça
  - Vencedor d'una etapa de la Volta al País Basc
  - Vencedor d'una etapa de la Volta a la Comunitat Valenciana
- 1994
  - 1r al Tour de Berna
  - Vencedor d'una etapa de la Volta a Suïssa
  - Vencedor d'una etapa dels Quatre dies de Dunkerque
- 1995
  - 1r al Coca-Cola Trophy
  - Vencedor d'una etapa de la Hofbrau Cup
- 1996
  - Vencedor d'una etapa de la Volta a Renània-Palatinat
  - Vencedor d'una etapa de la Volta a Hessen
  - Vencedor d'una etapa del Gran Premi Guillem Tell
- 1997
  - Vencedor d'una etapa de la Volta a Renània-Palatinat
- 1999
  - Vencedor d'una etapa de la Volta a Alemanya

### Resultats al Tour de França
- 1988. 110è de la classificació general
- 1989. 96è de la classificació general
- 1990. 136è de la classificació general
- 1991. 65è de la classificació general
- 1992. 128è de la classificació general

### Resultats al Giro d'Itàlia
- 1987. 26è de la classificació general
- 1988. Abandona (12a etapa). Vencedor d'una etapa
- 1992. 121è de la classificació general
- 1993. 124è de la classificació general
- 1995. 106è de la classificació general